# Dir

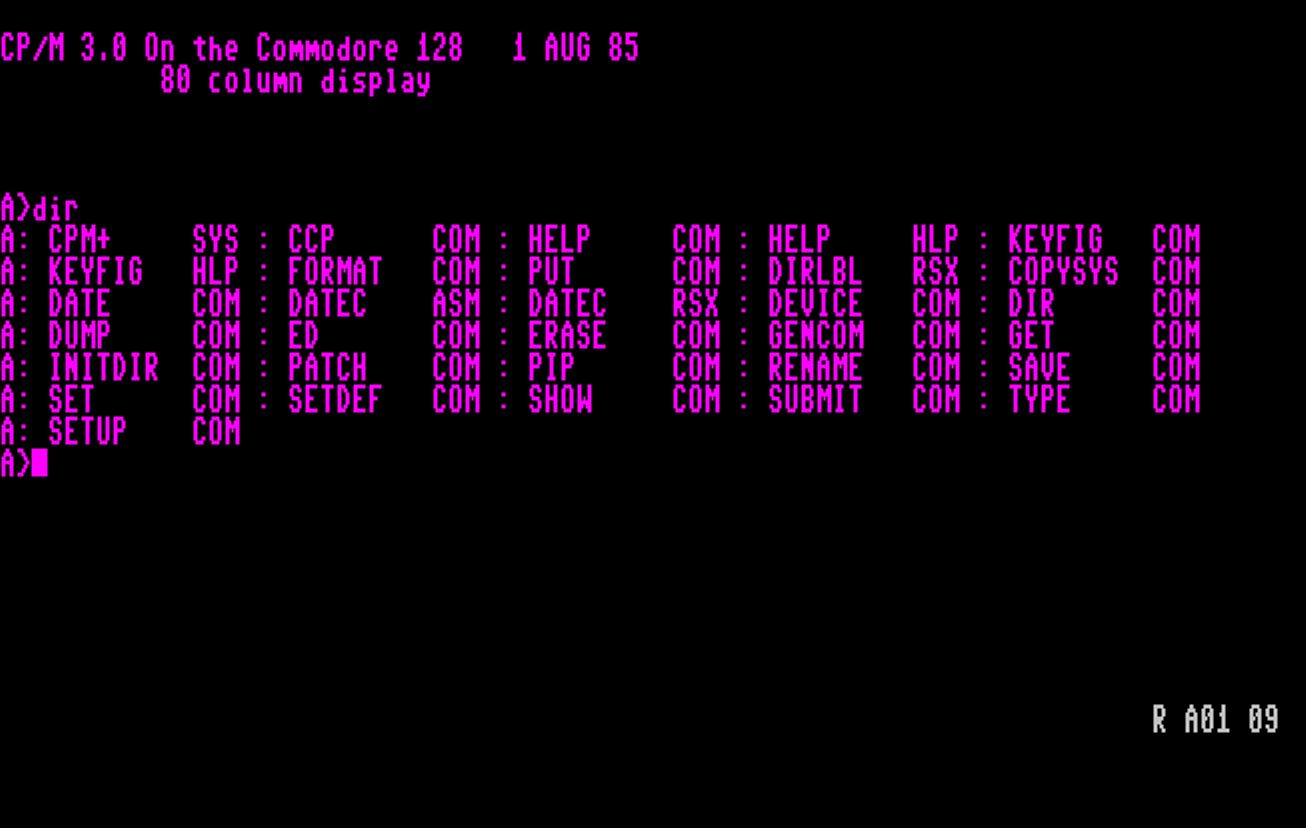
dir

dir je v informatice název pro jeden ze základních příkazů systémů MS Windows, MS-DOS a CP/M. V příkazovém řádku slouží k vypsání obsahu adresáře. V unixových systémech je jeho obdobou příkaz ls.

## Chování na platformách MS DOS a MS Windows
Pokud je příkaz dir volán bez argumentů, vypíše soubory a složky v aktuálním pracovním adresáři. Jako parametr může být specifikován i jiný adresář. Skryté a systémové soubory nejsou vypisovány, pokud to není explicitně požadováno pomocí parametru. Bez parametrů vypisuje příkaz soubory a adresáře v holém formátu, ve kterém je vypisován datum vytvoření, velikost souboru, popř. text <DIR> v případě, že jde o adresář, a název souboru, resp. adresáře. Kromě vlastního seznamu vypíše ještě záhlaví s označením disku a adresáře, jehož výpis je prováděn, a zápatí se shrnutím počtu souborů a adresářů a součtu velikosti všech souborů.
```
 Volume in drive W is System
 Volume Serial Number is F8D1-BBB5

 Directory of W:\Documents and Settings

20.10.2008 16:04 <DIR> .
20.10.2008 16:04 <DIR> ..
11.09.2008 05:36 <DIR> All Users
20.10.2008 16:05 <DIR> boguspet
20.10.2008 16:05 <DIR> jamecpet
20.10.2008 16:05 <DIR> lamacpet
20.10.2008 16:05 <DIR> perutmar
18.08.2014 09:40 2 366 Rhinoceros Zkušební verze.lnk
18.08.2014 09:40 2 336 ScicosLab 4.4.1.lnk
18.08.2014 09:40 2 324 Trillian.lnk
               3 File(s)          7˙036 bytes
               7 Dir(s)     819˙822˙592 bytes free

```

### Parametry příkazu
- disk: – výpis obsahu adresáře na určeném disku,
- cesta – výpis obsahu zvoleného adresáře
- soubor – výpis detailů o zvoleném souboru, v případě použití hvězdičkové konvence výpis souborů jejichž název obsahuje požadované znaky,
- /A:atributy – výpis souborů se zvolenými atributy, v případě použití znaku pomlčka před písmenem atributu výpis souborů, který tento atribut nastaven nemá,
- /B – potlačí výpis záhlaví a zápatí,
- /C – vypíše oddělovače tisíců, ale toto je standardní chování, oddělovače tisíců lze potlačit volbou /-C. Ve verzi MS-DOS 6.22 tento parametr slouží k výpisu kompresního poměru, je-li ke komprimaci souboru použit program DoubleSpace nebo DriveSpace, je možná také varianta /CH,[1]
- /D – setříděný výpis souborů,
- /L – výpis pouze malými písmeny,
- /D – výpis ve formátu, kdy jména souborů jsou umístěna úplně vpravo,
- /O:způsob řazení – určuje, podle které informace o souboru bude výpis seřazen (název, přípona souboru, velikost souboru, datum)
- /P – u rozsáhlých výpisů po zaplnění obrazovky čeká na stisk klávesy pro pokračování výpisu (alternativně je možné stejného výsledku dosáhnout pomocí konstrukce dir | more, kdy výstup příkazu dir je posílán rourou příkazu more),
- /Q – vypíše i majitele souboru nebo adresáře,
- /R – vypíše alternativní streamy souboru (týká se souborového systému NTFS),
- /S – vypíše i obsah všech podadresářů zvoleného adresáře,
- /T:časový údaj – určuje, který časový a datový údaj se bude vypisovat a podle kterého se bude výpis řadit, zda podle data vytvoření, poslední změny nebo posledního přístupu.
- /W – výpis obsahu adresáře bude v širokém formátu,
- /X – kromě dlouhých jmen souborů vypisuje i krátká jména (8.3),
- /4 – vypisuje rok jako čtyřciferné číslo,
- /? – místo obsahu adresáře vypíše nápovědu k příkazu.

### Přidružené příkazy
Podobným příkazem, který slouží k výpisu obsahu adresáře, je příkaz tree, který zobrazí celou stromovou strukturu zvoleného adresáře včetně grafického znázornění stromové struktury.